# Орадис
Орадис (арм. Հորադիս) — село в Вайоцдзорской области Армении.

## География
Село расположено в южной части марза, в долине реки Джахуг, на расстоянии 32 километров к юго-западу от села Заритап. Абсолютная высота — 2150 метров над уровнем моря.
Климат
Климат характеризуется как умеренно холодный, влажный (Dfb в классификации климатов Кёппена). Среднегодовая температура воздуха составляет 8,7 °C. Средняя температура самого холодного месяца (января) составляет −4,3 °С, самого жаркого месяца (июля) — 21 °С. Расчётная многолетняя норма атмосферных осадков — 396 мм. Наибольшее количество осадков выпадает в мае (68 мм).

## Население
| Год переписи | Население          | Население          | Население          | Население            | Население            | Население            |
| Год переписи | Наличное население | Наличное население | Наличное население | Постоянное население | Постоянное население | Постоянное население |
| Год переписи | Всего              | Мужчины            | Женщины            | Всего                | Мужчины              | Женщины              |
| ------------ | ------------------ | ------------------ | ------------------ | -------------------- | -------------------- | -------------------- |
| 2001         | н/д                | н/д                | н/д                | н/д                  | н/д                  | н/д                  |
| 2011         | 0                  | 0                  | 0                  | 0                    | 0                    | 0                    |

| Год  | Численность | Численность |
| ---- | ----------- | ----------- |
| 1831 | 167         | [ 8 ]       |
| 1897 | 703         | [ 8 ]       |
| 1926 | 578         | [ 8 ]       |
| 1939 | 801         | [ 8 ]       |
| 1959 | 399         | [ 8 ]       |
| 1970 | 55          | [ 8 ]       |